# Euphorbia piscatoria
Euphorbia piscatoria är en törelväxtart som beskrevs av William Aiton. Euphorbia piscatoria ingår i släktet törlar, och familjen törelväxter. Inga underarter finns listade i Catalogue of Life.

## Bildgalleri

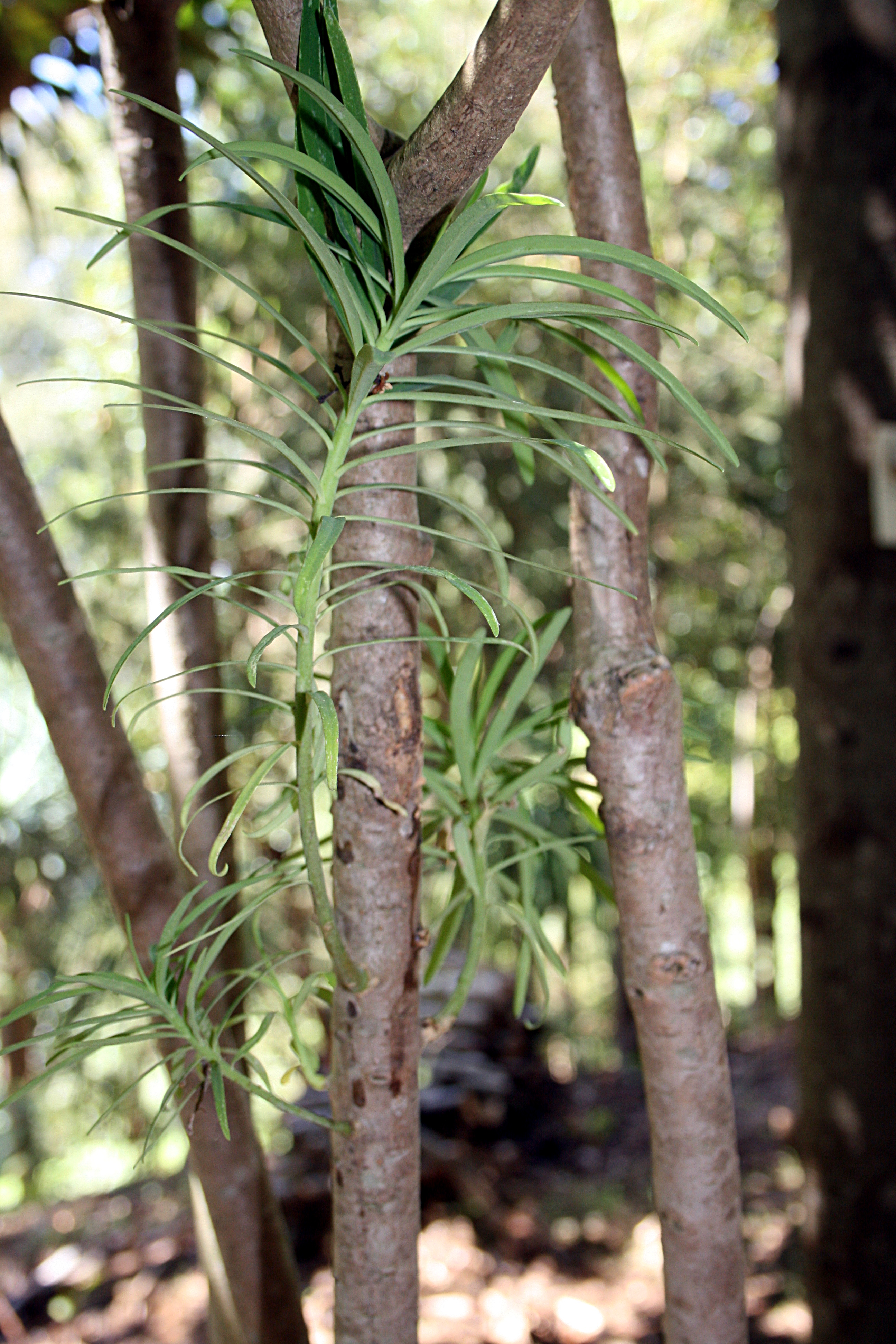
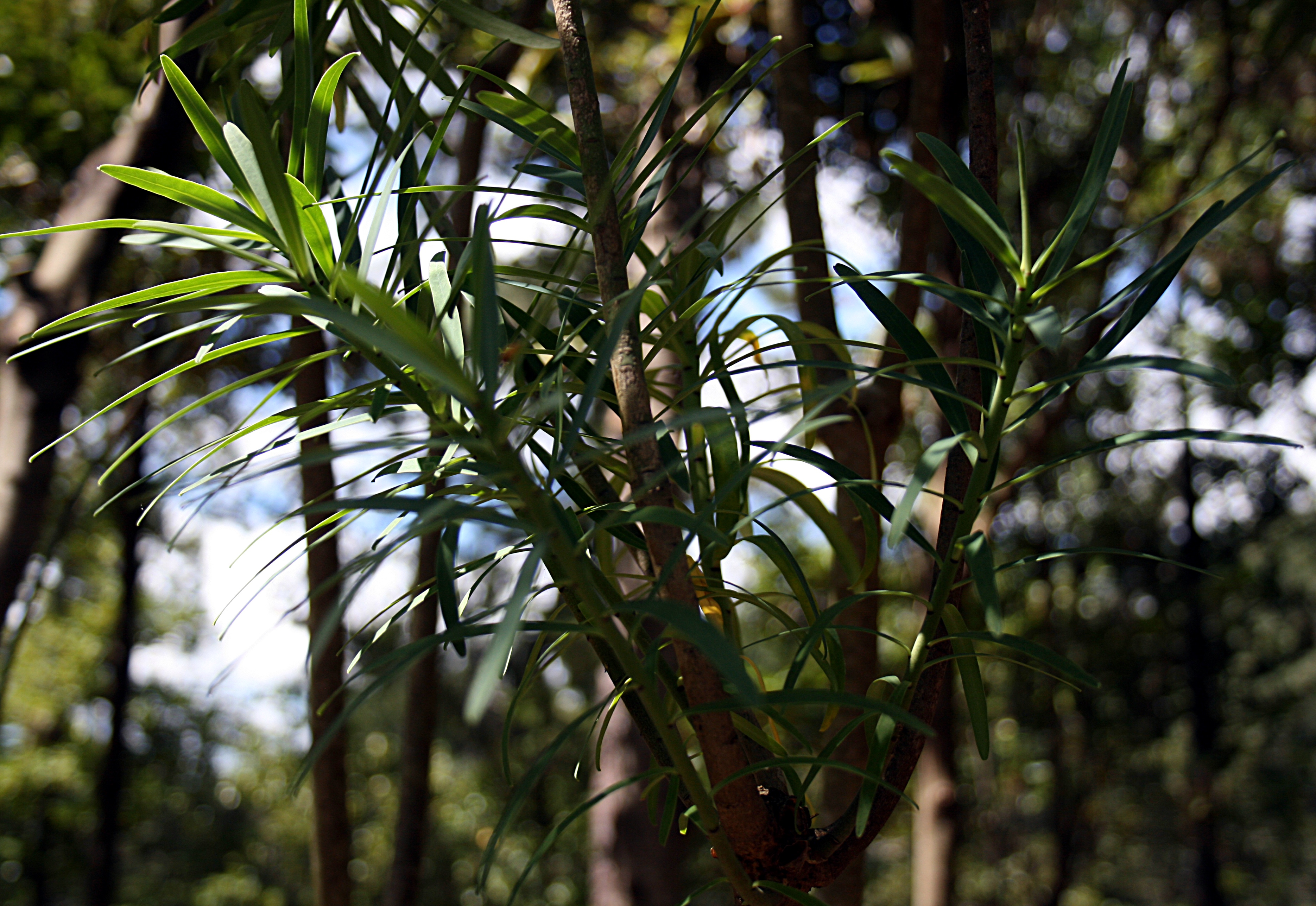
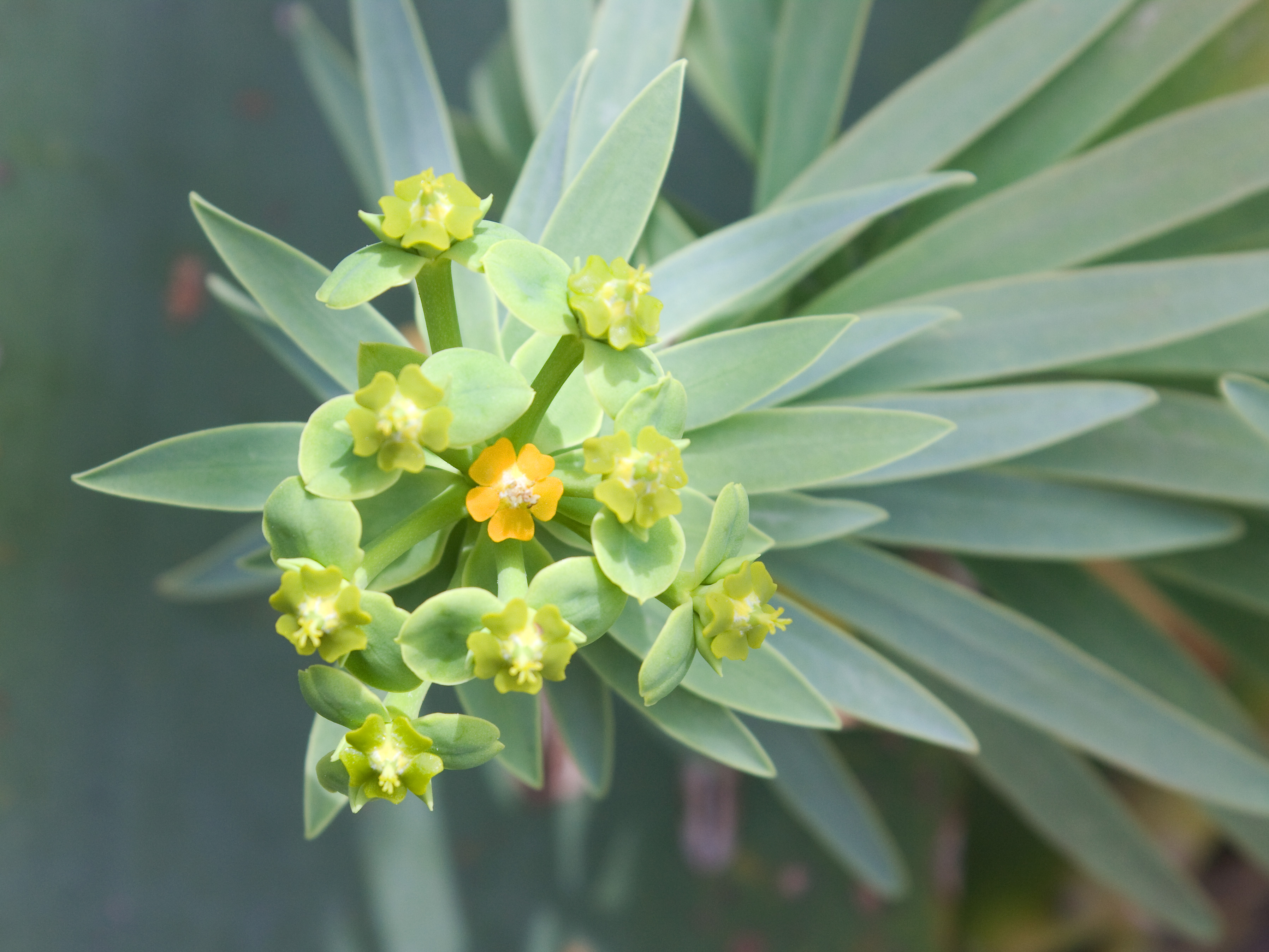
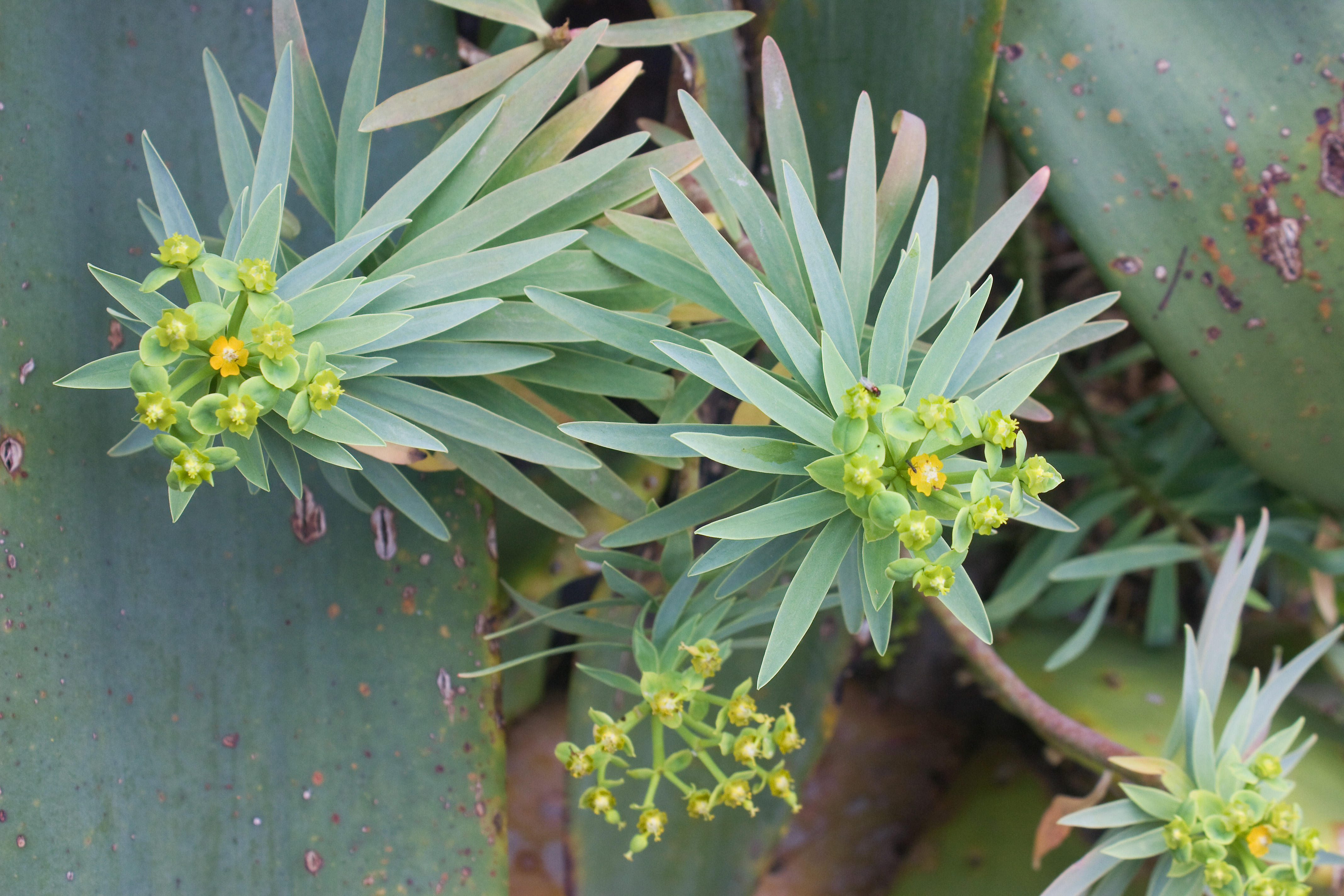
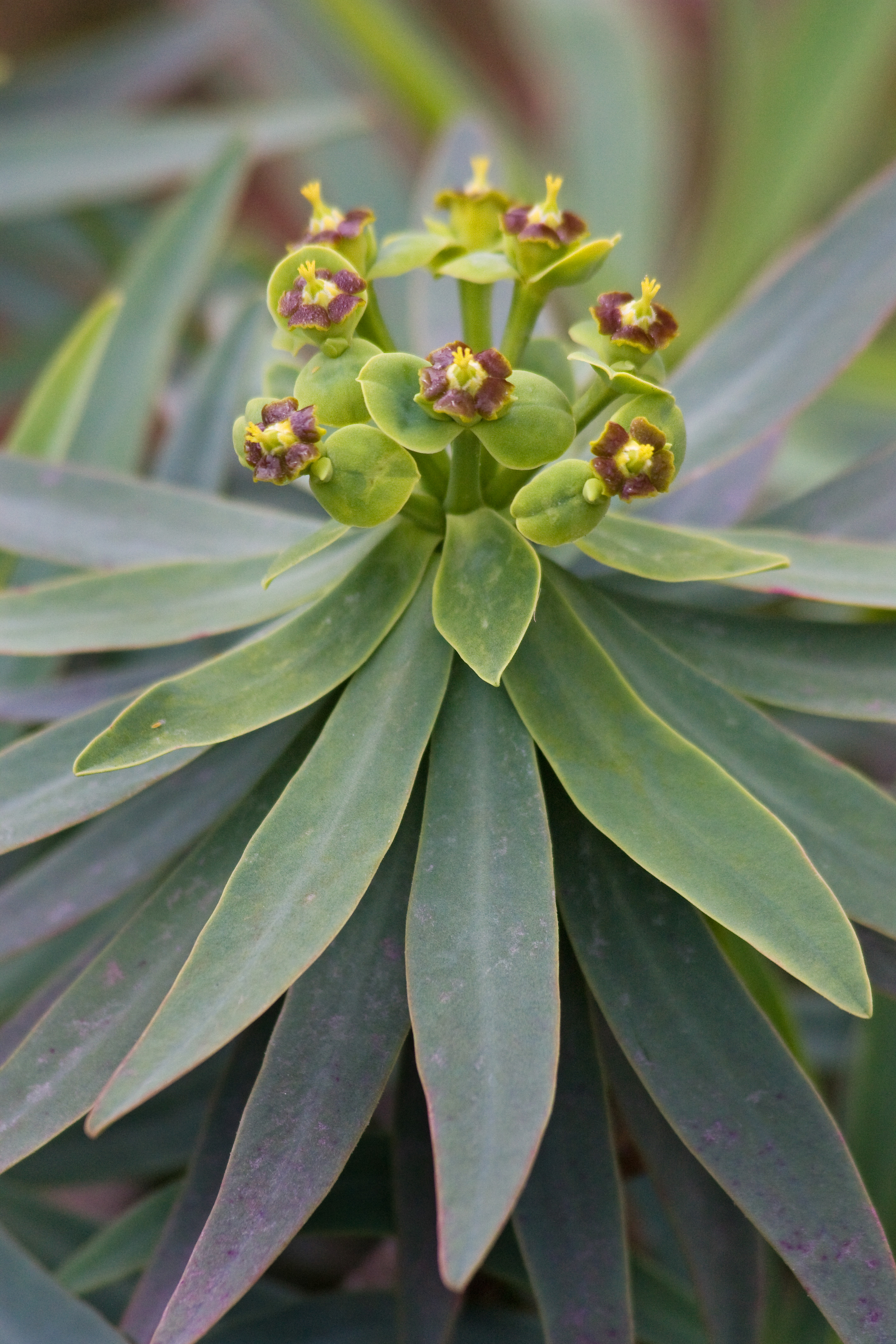